# Bruce Gilden
Bruce Gilden (New York, 1946) is een Amerikaans straatfotograaf. 
Gilden is vooral bekend voor zijn spontane close-up portretten van mensen, gefotografeerd in zwart-wit met behulp van een kleinbeeldcamera en een flitser. Er zijn tal van boeken van zijn werk gepubliceerd. Hij ontving de European Publishers Award for Photography en is een Guggenheim Fellow. Gilden is sinds 1998 lid van Magnum Photos. Hij is geboren in Brooklyn, New York.
- Biblioteca Nacional de España: XX4781113
- Bibliothèque nationale de France: cb12501599t (data)
- CiNii: DA18031999
- Gemeinsame Normdatei: 119414627
- International Standard Name Identifier: 0000 0001 1691 6118
- Library of Congress Control Number: nr93024465
- Nationale Bibliotheek van Israël: 987007400496505171
- Nederlandse Thesaurus van Auteursnamen: 154364746
- PIC: 2888
- RKD-Nederlands Instituut voor Kunstgeschiedenis: 252769
- SNAC: w61z47vd
- Système universitaire de documentation: 034240276
- Union List of Artist Names: 500344149
- Virtual International Authority File: 100087384
- WorldCat: E39PBJpYypk7WVw4mWr3JjxYyd